# اتیلن‌دی‌آمین دی‌هیدرویدید
اتیلن‌دی‌آمین دی‌هیدرویدید (به انگلیسی: Ethylenediamine dihydroiodide) با فرمول شیمیایی C۲H۱۰I۲N۲ یک ترکیب شیمیایی با شناسه پاب‌کم ۲۱۹۲۱ است. که جرم مولی آن ۳۱۵٫۹۲ g/mol می‌باشد. شکل ظاهری این ترکیب، پودر بلورین زرد روشن است.